# Vitalius sorocabae
Espèce
Synonymes
- Pamphobeteus sorocabae Mello-Leitão, 1923
- Pamphobeteus melanocephalus Mello-Leitão, 1923
- Nhandu sylviae Sherwood, Gabriel & Brescovit, 2023

Vitalius sorocabae est une espèce d'araignées mygalomorphes de la famille des Theraphosidae.

## Distribution
Cette espèce est endémique du Brésil.

## Description
La femelle holotype mesure 65 mm.
Le mâle décrit par Lucas, Silva et Bertani en 1993 mesure 44,7 mm.

## Systématique et taxinomie
Cette espèce a été décrite sous le protonyme Pamphobeteus sorocabae par Mello-Leitão en 1923. Elle est placée dans le genre Vitalius par Lucas, Silva et Bertani en 1993.
Pamphobeteus melanocephalus a été placée en synonymie par Bücherl en 1947.
Nhandu sylviae a été placée en synonymie par Bertani en 2023.

## Étymologie
Son nom d'espèce lui a été donné en référence au lieu de sa découverte, Sorocaba.

## Publication originale
- Mello-Leitão, 1923 : « Theraphosideas do Brasil. » Revista do Museu Paulista, vol. 13, p. 1-438.